# A Public Affair
| Оценки критиков      | Оценки критиков |
| Источник             | Оценка          |
| -------------------- | --------------- |
| AllMusic             | [ 1 ]           |
| BBC                  | mixed           |
| Entertainment Weekly | C               |
| Rolling Stone        | [ 3 ]           |
| Slant Magazine       | [ 4 ]           |
| Music Server         | [ 5 ]           |

A Public Affair — пятый студийный альбом американской певицы Джессики Симпсон, выпущенный 26 августа 2006 года на лейбле Epic Records. Альбом стал первой работой Симпсон после её развода с Ником Лаше в начале 2006 года.
В Великобритании альбом был выпущен 12 февраля 2007 года и включал видео на песню «A Public Affair» и кавер-версию «These Boots Are Made for Walkin’» в качестве бонус-треков.
Альбом дебютировал на 5 строчке американского Billboard 200 с продажами 101 000 копий за первую неделю. A Public Affair был продан в количестве 500 000 единиц в США и 1,5 млн копий по всему миру. В карьере Симпсон альбом оказался коммерчески не успешен и стал последним её поп-альбомом, выпущенным до перехода к стилю кантри.

## Синглы
Первым синглом с альбома, выпущенным 29 июня 2006 года, стала песня «A Public Affair», а видео на песню появилось 23 июня. В клипе появились актёры и знаменитости, такие как Кристина Эпплгейт, Кристина Милиан, Ева Лонгория, Мария Менунос, Энди Дик и Райан Сикрест. Сингл занял 39 место в Billboard Hot 100 и 12 место в Bubbling Under Hot 100 Singles.
Вторым синглом было решено выпустить песню «I Belong to Me», несмотря на то, что она не входила в оригинальную версию альбома и была позже включена в качестве бонус-трека в специальную расширенную версию альбома, выпущенную для эксклюзивной продажи на Wal-Mart. Песня была также включена в версию альбома на iTunes менее чем через две недели после релиза альбома. Звукозаписывающая компания Симпсон решила начать выпуск копий альбома, содержащих песню «I Belong to Me». Альбом стал выпускаться со специальным кодом, с помощью которого фанаты могли скачать песню бесплатно.
Также Симпсон выпустила кавер-версию песни «You Spin Me Round (Like a Record)» в качестве промосингла. Песня едва смогла попасть в Pop 100 (95 место) и вошла под номером 20 в Bubbling Under Hot 100 Singles, но не попала в Billboard Hot 100.

## Список композиций
| №                   | Название                            | Автор(ы) | Продюсер(ы)                    | Длительность |
| ------------------- | ----------------------------------- | --- | ------------------------------ | ------------ |
| 1.                  | «A Public Affair»                   | Jessica Simpson, Johntá Austin, Greg Kurstin, Sam Watters, Louis Biancaniello, Nickolas Ashford, Valerie Simpson                                              | Lester Mendez                  | 3:21         |
| 2.                  | «You Spin Me Round (Like a Record)» | Pete Burns, Stephen Coy, Michael Percy, Timothy Lever | Cory Rooney                    | 3:49         |
| 3.                  | «B.O.Y.»                            | Erica Driscoll, Wally Gagel, Ric Ocasek | Gagel, Xandy Barry             | 3:22         |
| 4.                  | «If You Were Mine»                  | Watters, Biancaniello, Kurstin, Tamyra Gray, Janet Sewell | Watters, Biancaniello, Kurstin | 3:17         |
| 5.                  | «Walkin’ ’Round in a Circle»        | J. Simpson, Austin, James Harris III, Terry Lewis, Stevie Nicks                                                                                               | Jimmy Jam & Terry Lewis        | 4:40         |
| 6.                  | «The Lover in Me»                   | J. Simpson, Austin, Watters, Biancaniello, Gray, Candice Childress                                                                                            | Mendez                         | 3:41         |
| 7.                  | «Swing with Me»                     | Louis Prima, J. Simpson, Rooney, Dan Shea, Cacee Cobb, Erin Alexander                                                                                         | Rooney, Shea                   | 3:25         |
| 8.                  | «Push Your Tush»                    | J. Simpson, Harris III, Lewis, Tony Tolbert, Leroy Bonner, William Beck, James Williams, Marvin Pierce, Marshall Jones, Ralph Middlebrooks, Clarence Satchell | Jimmy Jam & Terry Lewis        | 4:48         |
| 9.                  | «Back to You»                       | J. Simpson, Harris III, Lewis | Jimmy Jam & Terry Lewis        | 4:11         |
| 10.                 | «Between You & I»                   | J. Simpson, Rooney | Rooney, Shea                   | 4:58         |
| 11.                 | «I Don’t Want to Care»              | J. Simpson, Mikkel Eriksen, Tor Hermansen, Makeba Riddick, Espen Lind, Amund Bjørklund, Magnus Beite, Geir Hvitsten                                           | Stargate                       | 3:57         |
| 12.                 | «Fired Up»                          | J. Simpson, Scott Storch, Rooney | Storch                         | 3:58         |
| 13.                 | «Let Him Fly»                       | Patty Griffin | Mendez                         | 3:11         |
| Общая длительность: | Общая длительность:                 | Общая длительность: | Общая длительность:            | 50:38        |

| №                   | Название            | Автор(ы)            | Продюсер(ы)         | Длительность |
| ------------------- | ------------------- | ------------------- | ------------------- | ------------ |
| 14.                 | «I Belong to Me»    | Diane Warren        | Stargate            | 3:40         |
| Общая длительность: | Общая длительность: | Общая длительность: | Общая длительность: | 54:23        |

## Позиции в чартах
| Чарт (2006—2007)                 | Макс. позиция |
| -------------------------------- | ------------- |
| Australian ARIA Albums Chart     | 33            |
| Canadian Albums Chart            | 6             |
| Irish Albums Chart               | 67            |
| Japan International Albums Chart | 71            |
| Russian Albums Chart             | 4             |
| Taiwanese Albums Chart           | 3             |
| UK Albums Chart                  | 76            |
| US Billboard 200                 | 5             |
| US Top Internet Albums           | 2             |
| US Digital Albums                | 7             |

### Сертификация
| Страна  | Ассоциация | Сертификация |
| ------- | ---------- | ------------ |
| Канада  | CRIA       | Platinum     |
| Россия  | NFPF       | 3× Platinum  |
| Тайвань | RIT        | 5× Platinum  |
| США     | RIAA       | Gold         |

## История релиза
| Страна         | Дата             |
| -------------- | ---------------- |
| Австралия      | 26 августа 2006  |
| США            | 29 августа 2006  |
| Япония         | 27 сентября 2006 |
| Великобритания | 12 февраля 2007  |
| Германия       | 2 марта 2007     |